# Владица Стојановић
Владица Стојановић (Београд, 14. јун 1981) је бивши српски рукометаш. Играо је на позицији средњег бека, а по завршетку играчке каријере посветио се тренерском послу. Тренутно је шеф стручног штаба ЖРК Наиса.

## Клупска каријера
Стојановић је каријеру почео у локалном клубу из Калуђерице, преселио се у Синђелић а потом је био члан Црвене звезде и Партизана. Из Хумске је отишао у Шпанију где је играо за Бидасоу, да би 2006. прешао у немачки Мелсунген. Након четири сезоне је напустио немачки клуб, а током 2010. је кратко играо за француски Тулуз. У мају 2010. је потписао уговор са румунском Констанцом, али је већ у јуну исте године објавио да завршава играчку каријеру. Међутим убрзо се предомислио и од јесени 2010. је поново заиграо за Црвену звезду. Играч Црвене звезде је био до јануара 2011. када потписује шестомесечни уговор са клубом из Катара. Сезону 2011/12. почиње у немачком клубу Ајнтрајт Хилдесхајм али већ у јануару 2012. напушта клуб. Крајем фебруара 2012. потписује за француски Аикс, где проводи наредне три године. У лето 2016. године појачава израелски клуб Бнеи Херцлија. Након три сезоне у Херцлији, мења средину и 2019. године прелази у други израелски клуб Рамат Хашарон.

## Репрезентација
Са јуниорском репрезентацијом СР Југославије је освојио златну медаљу на Европском првенству 2000. године. Са сениорском репрезентацијом Србије и Црне Горе је играо на Светском првенству 2005. у Тунису где је освојено 5. место. Био је члан тима и на Европском првенству 2006. у Швајцарској где је СЦГ заузела 8. место.